# Capitán José Daniel Vazquez Airport
Capitán José Daniel Vazquez Airport (engelska: Puerto San Julián Airport, San Julián Airport) är en flygplats i Argentina. Den ligger i den södra delen av landet, 1 800 km sydväst om huvudstaden Buenos Aires. Capitán José Daniel Vazquez Airport ligger 57 meter över havet.
Terrängen runt Capitán José Daniel Vazquez Airport är platt åt sydost, men åt nordväst är den kuperad. Trakten runt Capitán José Daniel Vazquez Airport är nära nog obefolkad, med mindre än två invånare per kvadratkilometer.. Närmaste större samhälle är San Julián, 5,4 km öster om Capitán José Daniel Vazquez Airport. 
Trakten runt Capitán José Daniel Vazquez Airport består i huvudsak av gräsmarker.